# Unité urbaine d'Albertville
L'unité urbaine d'Albertville est une agglomération française centrée sur la commune d'Albertville, dans le département de la Savoie, en région Auvergne-Rhône-Alpes.

## Données générales
Dans le zonage réalisé par l'Insee en 2010, l'unité urbaine était composée de dix-neuf communes.
Dans le nouveau zonage réalisé en 2020, elle est composée de dix-sept communes, les communes de Cléry et Montailleur ayant été retirées du périmètre.
En 2022, avec 40 715 habitants, elle représente la 2e unité urbaine du département de la Savoie, après l'unité urbaine de Chambéry (1re rang départemental) et elle occupe le 23e rang dans la région Auvergne-Rhône-Alpes.
En 2021, sa densité de population s'élève à 249 hab/km2. Par sa superficie, elle ne représente que 2,7 % du territoire départemental mais, par sa population, elle regroupe 9,19 % de la population du département de la Savoie.

## Composition 2020 de l'unité urbaine
Elle est composée des dix-sept communes suivantes :
| Nom                        | Code Insee | Département | Statut       | Superficie (km2) | Population (dernière pop. légale) | Densité (hab./km2) | Modifier                                    |
| -------------------------- | ---------- | ----------- | ------------ | ---------------- | --------------------------------- | ------------------ | ------------------------------------------- |
| Albertville (ville-centre) | 73011      | Savoie      | ville-centre | 17,54            | 19 706 (2022)                     | 1 123              | modifier les données · modifier les données |
| La Bâthie                  | 73032      | Savoie      | banlieue     | 22,45            | 2 168 (2022)                      | 97                 | modifier les données · modifier les données |
| Césarches                  | 73061      | Savoie      | banlieue     | 2,90             | 431 (2022)                        | 149                | modifier les données · modifier les données |
| Frontenex                  | 73121      | Savoie      | banlieue     | 1,71             | 1 917 (2022)                      | 1 121              | modifier les données · modifier les données |
| Gilly-sur-Isère            | 73124      | Savoie      | banlieue     | 7,03             | 3 109 (2022)                      | 442                | modifier les données · modifier les données |
| Grignon                    | 73130      | Savoie      | banlieue     | 9,29             | 2 104 (2022)                      | 226                | modifier les données · modifier les données |
| Mercury                    | 73154      | Savoie      | banlieue     | 22,33            | 3 471 (2022)                      | 155                | modifier les données · modifier les données |
| Monthion                   | 73170      | Savoie      | banlieue     | 6,36             | 520 (2022)                        | 82                 | modifier les données · modifier les données |
| Notre-Dame-des-Millières   | 73188      | Savoie      | banlieue     | 10,35            | 1 000 (2022)                      | 97                 | modifier les données · modifier les données |
| Pallud                     | 73196      | Savoie      | banlieue     | 5,20             | 792 (2022)                        | 152                | modifier les données · modifier les données |
| Plancherine                | 73202      | Savoie      | banlieue     | 6,86             | 462 (2022)                        | 67                 | modifier les données · modifier les données |
| Sainte-Hélène-sur-Isère    | 73241      | Savoie      | banlieue     | 14,43            | 1 227 (2022)                      | 85                 | modifier les données · modifier les données |
| Saint-Vital                | 73283      | Savoie      | banlieue     | 3,60             | 761 (2022)                        | 211                | modifier les données · modifier les données |
| Tournon                    | 73297      | Savoie      | banlieue     | 4,86             | 577 (2022)                        | 119                | modifier les données · modifier les données |
| Tours-en-Savoie            | 73298      | Savoie      | banlieue     | 15,37            | 905 (2022)                        | 59                 | modifier les données · modifier les données |
| Venthon                    | 73308      | Savoie      | banlieue     | 2,50             | 607 (2022)                        | 243                | modifier les données · modifier les données |
| Verrens-Arvey              | 73312      | Savoie      | banlieue     | 10,82            | 958 (2022)                        | 89                 | modifier les données · modifier les données |

## Évolution démographique
| 1968   | 1975   | 1982   | 1990   | 1999   | 2010   | 2015   | 2021   |
| ------ | ------ | ------ | ------ | ------ | ------ | ------ | ------ |
| 25 517 | 28 265 | 30 121 | 32 607 | 33 716 | 37 805 | 39 181 | 40 657 |

#### Données générales
- Unité urbaine
- Aire d'attraction d'une ville
- Liste des unités urbaines de France

#### Données démographiques en rapport avec l'unité urbaine d'Albertville
- Aire d'attraction d'Albertville
- Arrondissement d'Albertville

#### Données démographiques en rapport avec la Savoie
- Démographie de la Savoie